# Deishovida
Deishovida (deishovida = „die schon wieder“) war eine steirische Folk-Band, die von 1993 bis 2008 existierte. In der Besetzung mit Geige (Kurt Bauer), Drehleier (Matthias Loibner), Akkordeon (Lothar Lässer) und E-Bass (zunächst Walter Pogantsch, dann Sašenko Prolić) hat sie Volksmusik aus vielen europäischen Ländern fusioniert und in einem Crossover verbunden.

## Geschichte
Die Musikgruppe wurde 1993 in Graz von Kurt Bauer und Matthias Loibner gegründet und 1994 mit Lothar Lässer und Walter Pogantsch erweitert. Mitte 1998 wechselte Sašenko Prolić für Pogantsch ein. Seit 1998 arbeitete Deishovida auch mit Schlagzeugern wie Tunji Beier, Jörg Mikula oder Philipp Pluhar. 
Deishovida begannen als Interpreten von keltischer, skandinavischer und vom Balkan stammender Volksmusik, bevor sie diese Richtungen (einschließlich Klezmer und Musik der Roma) vermischten und zu einem neuen Ganzen verarbeiteten, bei dem auch Minimal Music und Improvisation eine Rolle spielten. „Die Band setzt sich bewußt zwischen alle Stühle und fühlt sich dort wohl“ schrieb Jean Trouillet in den Liner Notes ihres Debütalbums Fast Folk. Auch kam es zu Projekten mit Turnmaster Tim, Rudi Widerhofer, Alex Deutsch oder Ruth Yakoov, seit 1999 auch zur Zusammenarbeit mit dem Sandy Lopicic Orkestar, mit dem die Gruppe etwa in einer Theaterinszenierung (Das Pulverfass von Dejan Dukovski, Regie: Dimiter Gotscheff) im Schauspielhaus Graz auftrat. 
Zeitweilig hat Deishovida auch versucht, Musik und Kabarett zu verbinden. 2000 tourte das Ensemble in Uganda.

## Preise und Auszeichnungen
Noch in seiner Anfangszeit als Duo errang Deishovida 1994 einen zweiten Platz beim Wettbewerb in St. Chartier. 

## Diskografie
- 1994: fast folk (Extraplatte 204-2)
- 1997: not 4 u (Extraplatte 304-2)
- 2000: gaisfeld (Extraplatte 504-2)
- 2001: Border Confusion (World Network, gemeinsam mit Sandy Lopicic Orkestar)
- 2007: unreleased (Eigenproduktion)